# Devátá planeta

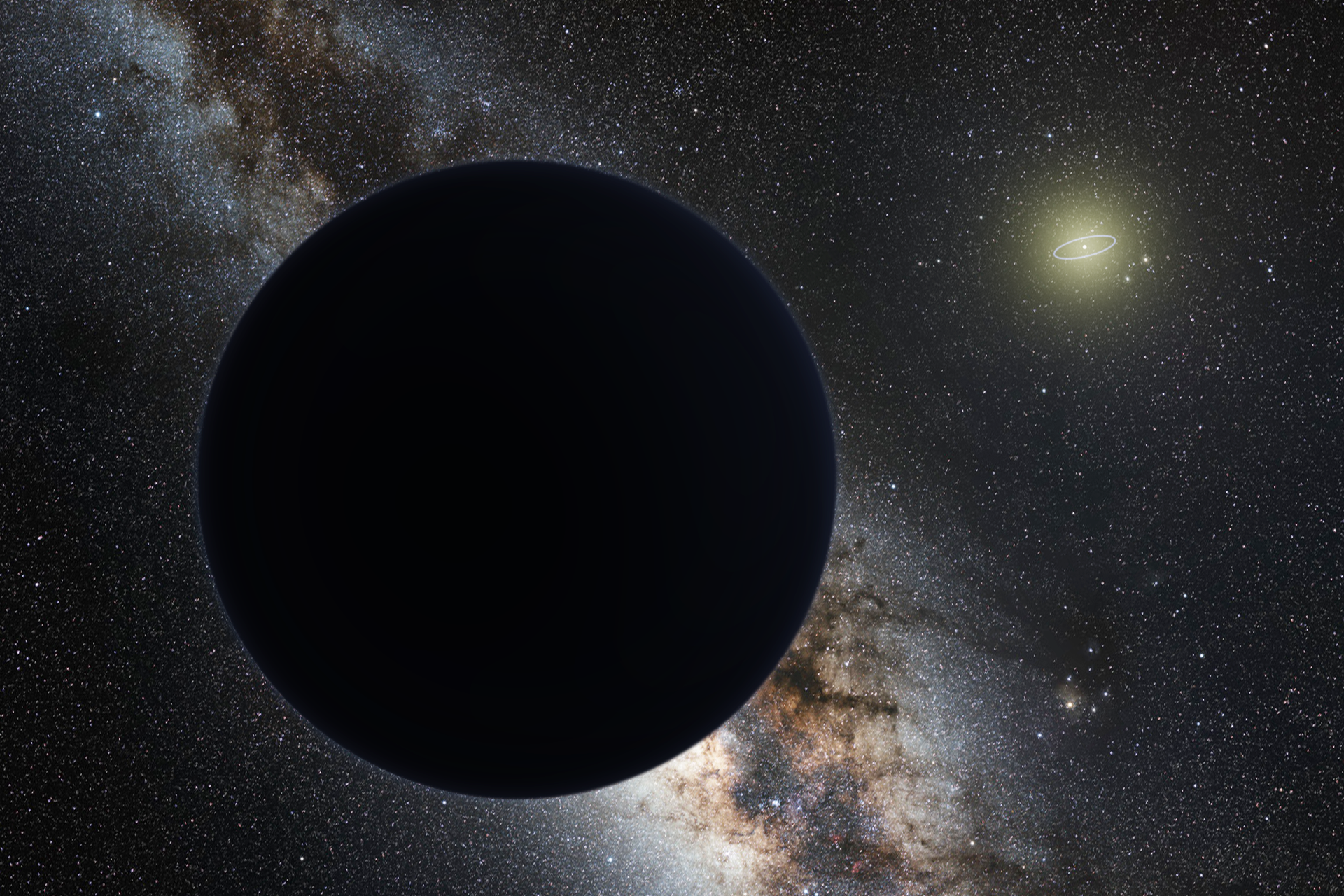
Umělecká představa deváté planety. Neptunova orbita je zobrazena jako malá elipsa kolem Slunce. (Viz etiketovaná verze.)

Devátá planeta sluneční soustavy (anglicky pracovně nazývaná Planet Nine, do češtiny překládáno planeta Devět, Devítka) je hypotetická planeta, jejíž možnou existenci oznámili v lednu 2016 astronomové z Kalifornského technologického institutu. Měla by být zhruba pětkrát hmotnější než Země. Zatím nebyla její existence prokázána pozorováním, pouze odvozena matematickými modely ze současného chování transneptunických těles. I model vývoje soustavy existenci planety naznačuje.
Dříve, když patřilo Pluto mezi planety, bylo obdobné hypotetické těleso nazýváno jako „neznámá planeta“ nebo také „planeta X“. Jedna z variant hypotézy periodicity hromadného vymírání organismů jej vysvětluje rušením Kuiperova pásu planetek takovým tělesem.
Kuiperův pás obsahuje velké množství těles, kromě planetek také trpasličí planety. I kdyby v něm byla objevena tělesa o velikosti srovnatelné s planetami, moderní definici planety by neměla splnit.

## Pro a proti
Možnost existence dalšího tělesa planetární velikosti je však zpochybňována. Oponenti odkazují především na to, že podle dřívějších výzkumů je v takové vzdálenosti od Slunce málo materiálu k tomu, aby zde tak hmotný objekt mohl vzniknout. Namítají také, že tak velké těleso by už muselo být zaznamenáno při pravidelných prohlídkách oblohy, které prováděla družice WISE v infračervené oblasti spektra. Obdobné námitky byly použity i v roce 2014, kdy španělští astronomové Carlos a Raúl de la Fuente Marcosovi oznámili objev dvou transneptunických těles větších než Země. Pohyb objektů pro oddělený disk lze vysvětlit také společnou interakcí menších těles.

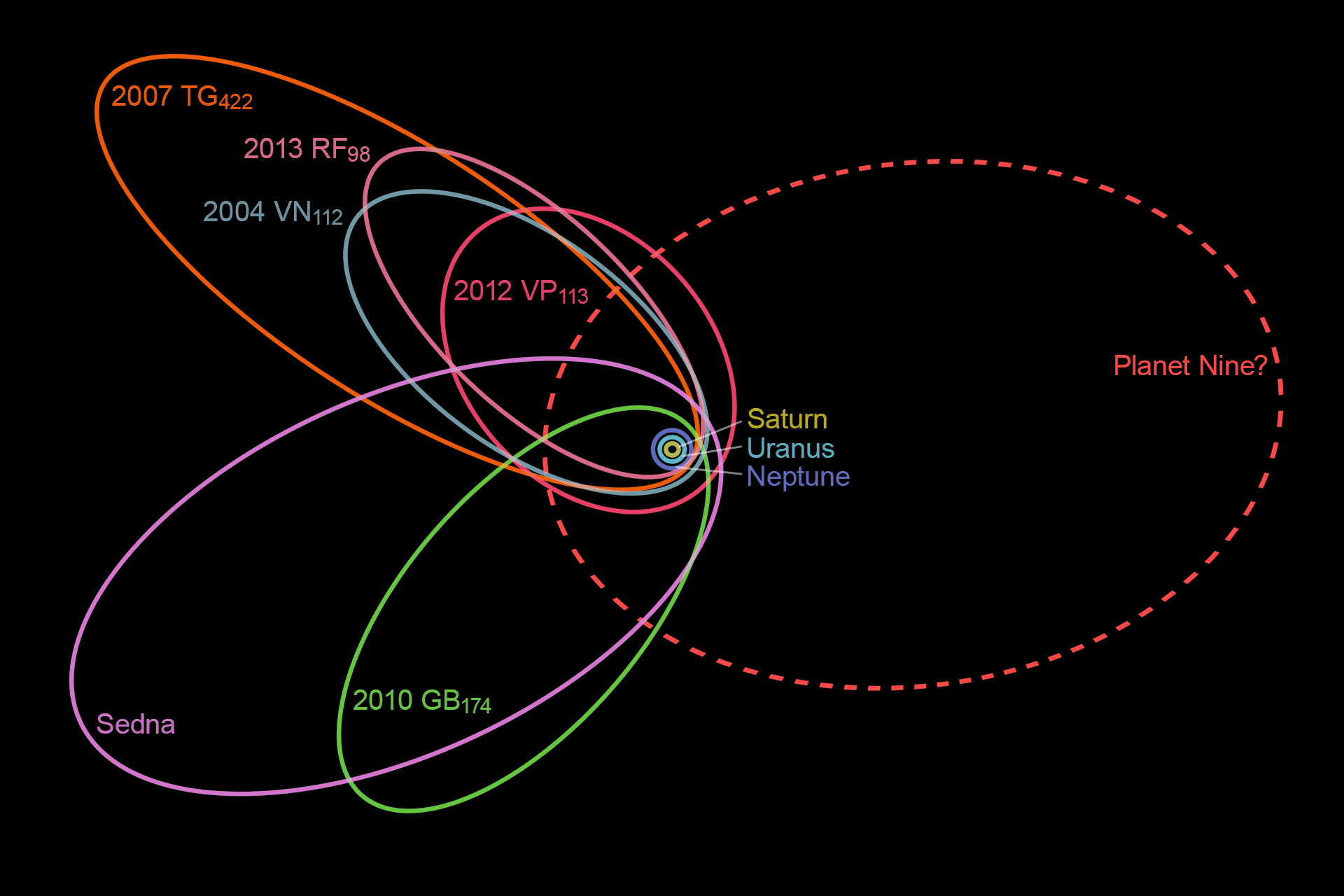
Oběžné dráhy vzdálenějších transneptuických těles a hypotetické deváté planety

Autoři hypotézy Deváté planety však poukazují na to, že v blízkosti vypočteného afelu (kolem 1000 AU od Slunce) směrem přibližně k souhvězdí Orion, kde by se planeta vyskytovala nejpravděpodobněji, mohla dosavadním prohlídkám oblohy uniknout a navrhují cílený průzkum této části oblohy. Poukazují také na to, že modely rané sluneční soustavy naznačují možnost vypuzení malého plynového/ledového obra na dráhu odpovídající Deváté planetě.
Pro další tělesa ve Sluneční soustavě srovnatelná se Zemí také hovoří analýza sluneční aktivity, kterou udělali v roce 2006 Kalenda a Málek.
Analýza membránového modelu (Pintr et al. 2008) a porovnání distribuce hmot ve Sluneční soustavě s extraterrestrickými planetami ukázalo, že nejpravděpodobnější koncentrace hmoty za dráhou Neptuna je v pásu mezi 300 a 1000 AU (orbity č.14 a 15). Nejpravděpodobnějším největším tělesem by měla být planeta velikosti Země.
V současnosti (rok 2020) na základě mnoha důvodů astronomové o možnosti neobjevené planety pochybují.
Pozorování také může vysvětlit modifikovaná newtonovská dynamika.

## Pátrání v infračerveném oboru pomocí IRAS a AKARI (2025)
V roce 2025 byla publikována studie založená na novátorském přístupu k hledání Deváté planety. Místo hledání odraženého slunečního světla se astronomové zaměřili na detekci jejího předpokládaného slabého tepelného záření v infračerveném oboru spektra. Tato metoda, podrobně popsaná v preprintu H. Naeema a kolegů, využívá archivní data z kosmických observatoří.

### Metodika
Výzkumníci analyzovali data ze dvou kosmických infračervených observatoří: americké IRAS (Infrared Astronomical Satellite), která mapovala oblohu v roce 1983, a japonské AKARI (ASTRO-F), jejíž mise probíhala v letech 2006–2007. Porovnávali snímky stejných oblastí oblohy pořízené s časovým odstupem přibližně 23 let. Cílem bylo nalézt objekt, který by se za tuto dobu na pozadí vzdálených hvězd a galaxií znatelně posunul vlivem svého oběhu kolem Slunce. Pro analýzu dat z AKARI byl použit specifický katalog AKARI-MUSL (AKARI-FIS Monthly Unconfirmed Source List), který je citlivější na slabé a pohybující se zdroje než standardní katalogy.
Byla aplikována série přísných filtrů k odstranění falešných signálů:
- Poziční filtr: Byly hledány páry zdrojů (jeden z IRAS, jeden z AKARI) s úhlovou vzdáleností odpovídající očekávanému pohybu planety ve vzdálenosti 500–700 AU za 23 let (42–69,6 úhlových minut).
- Filtry jasnosti a teploty: Byly vyloučeny zdroje příliš jasné, příliš slabé nebo s infračervenými charakteristikami (barvou) neodpovídajícími chladnému planetárnímu tělesu (např. teplota < 100 K).
- Filtry kvality a kontaminace: Byly odstraněny zdroje s nekvalitními daty, známé stacionární objekty a zdroje v oblastech silně kontaminovaných infračerveným zářením mezihvězdného prachu (tzv. cirry).
- Vizuální inspekce: Zbývajících 13 kandidátů bylo prověřeno vizuální kontrolou snímků.

### Výsledek a kandidát
Po aplikaci všech kritérií byl identifikován jediný slibný pár kandidátů:
- Zdroj IRAS: F02211-4844 (pozice z roku 1983)
- Zdroj AKARI: AKARI-MUSL J0220440-491247 (pozice z roku 2006/2007)

Tento kandidát vykazuje úhlový posun 47,46 úhlových minut mezi oběma epochami, což odpovídá očekávanému pohybu pro Devátou planetu v předpokládané vzdálenosti 500–700 AU. Klíčovým zjištěním bylo, že zdroj byl detekován observatoří IRAS, ale na stejném místě již nebyl vidět observatoří AKARI, a naopak – zdroj detekovaný AKARI nebyl přítomen na snímcích IRAS na dané pozici. Další analýza dat z AKARI navíc ukázala detekce konzistentní s pohybem objektu v řádu měsíců.

### Status kandidáta
Autoři studie zdůrazňují, že se jedná o nadějného kandidáta, nikoli o potvrzený objev Deváté planety. K potvrzení jeho existence a zejména k určení jeho oběžné dráhy jsou nezbytná další následná pozorování. Ta by měla být provedena pomocí současných výkonných teleskopů (např. pomocí kamery DECam na 4m Blanco Telescope v Chile), které by se zaměřily na předpokládanou současnou polohu objektu.